# دهنو مراغ
 دهنو مراغ  بالفارسية  دهنو مراغ قرية صغيرة تتبع بلدة شيبكوه (بالفارسية: بخش شيبكوه ) من توابع مدينة لنجة وتقع في محافظة هرمزگان في جنوب إيران. تقع القرية على مسافت كيلومتر واحد في جنوب غربي قرية مراغ.

## حدود قرية دهنو مراغ
حدود قرية دهنو مراغ، من الشمال: قرية مراغ، ومن الجنوب قرية باوردان، ومن الغرب قرية سه کنار، ومن جهة الشرق تنتهي بجبل.

## السكان
يبلغ عدد سكان هذه القرية حسب تعداد السكان لعام 2006 للميلاد، (250) نسمه من أهل السنة والجماعة وعلى حنبلي يتكلون باللغة العربية، والفارسية المحلية، لهم مسجد، ومدرسة، وعيادة صحية صغيرة، وبركتان لحفظ مياه الأمطار، بها المرافق العامة
كـالماء، والكهرباء، والهاتف. يمتهنون بتربية المواشي والزراعة، وصيد الأسماك ولهم حوالي 500 نخلة مثمرة.